# اس‌اس زیلاند (۱۹۰۱)
اس‌اس زیلاند (۱۹۰۱) (به انگلیسی: SS Zeeland (1901)) یک کشتی بود که طول آن ۵۶۱٫۶ فوت (۱۷۱٫۲ متر) بود. این کشتی در سال ۱۹۰۰ ساخته شد.